# 대한민국 헌법 제5조
대한민국 헌법 제5조는 국제 평화를 천명하고 국군의 사명을 규정하는 대한민국 헌법의 조항이다. 2항으로 구성되어 있다.

## 참조 조문

### 국제평화유지를 위한 군사파견
헌법 제60조② 국회는 선전포고, 국군의 외국에의 파견 또는 외국군대의 대한민국 영역 안에서의 주류에 대한 동의권을 가진다.

### 국군의 정치적 중립성 보장 군형법 조항
군형법 제94조(정치 관여) 정치단체에 가입하거나 연설, 문서 또는 그 밖의 방법으로 정치적 의견을 공표하거나 그 밖의 정치운동을 한 사람은 2년 이하의 금고에 처한다.[전문개정 2009.11.2]

## 내용
- 국제 평화 유지
- 침략적 전쟁의 부인
- 국군의 사명과 정치적 중립성
- 대한민국 헌법 제74조에서 규정한 대통령의 국군통수권이나, 대한민국 헌법 제91조의 국가안전보장회의 등도 자위전쟁을 전제한 것이다.

## 주요 판례
- 대한민국의 헌법재판소는 일반사병 이라크파병 위헌확인 소송에서 다음과 같이 판시하며, 심판 청구를 각하하였다.[1]

헌법은 대통령에게 다른 나라와의 외교관계에 대한 권한과 함께 선전포고와 강화를 할 수 있는 권한을 부여하고 있고(제73조) 헌법과 법률이 정하는 바에 따라 국군을 통수하는 권한을 부여하면서도(제74조 제1항) 선전포고 및 국군의 외국에의 파견의 경우 국회의 동의를 받도록 하여(제60조 제2항) 대통령의 국군통수권 행사에 신중을 기하게 함으로써 자의적인 전쟁수행이나 해외파병을 방지하도록 하고 있다.

이 사건과 같은 외국에의 국군의 파견결정은 파견군인의 생명과 신체의 안전뿐만 아니라 국제사회에서의 우리나라의 지위와 역할, 동맹국과의 관계, 국가안보문제 등 궁극적으로 국민 내지 국익에 영향을 미치는 복잡하고도 중요한 문제로서 국내 및 국제정치관계 등 제반상황을 고려하여 향후 우리나라의 바람직한 위치, 앞으로 나아가야 할 방향 등 미래를 예측하고 목표를 설정하는 등 고도의 정치적 결단이 요구되는 사안이다.

따라서 그와 같은 결정은 그 문제에 대해 정치적 책임을 질 수 있는 국민의 대의기관이 관계분야의 전문가들과 광범위하고 심도 있는 논의를 거쳐 신중히 결정하는 것이 바람직하며 우리 헌법도 그 권한을 국민으로부터 직접 선출되고 국민에게 직접 책임을 지는 대통령에게 부여하고 그 권한행사에 신중을 기하도록 하기 위해 국회로 하여금 파병에 대한 동의여부를 결정할 수 있도록 하고 있는바, 현행 헌법이 채택하고 있는 대의민주제 통치구조하에서 대의기관인 대통령과 국회의 그와 같은 고도의 정치적 결단은 가급적 존중되어야 한다.

따라서 이 사건과 같은 파견결정이 헌법에 위반되는지의 여부 즉 세계평화와 인류공영에 이바지하는 것인지 여부, 국가안보에 보탬이 됨으로써 궁극적으로는 국민과 국익에 이로운 것이 될 것인지 여부 및 이른바 이라크전쟁이 국제규범에 어긋나는 침략전쟁인지 여부 등에 대한 판단은 대의기관인 대통령과 국회의 몫이고, 성질상 한정된 자료만을 가지고 있는 우리 재판소가 판단하는 것은 바람직하지 않다고 할 것이며, 우리 재판소의 판단이 대통령과 국회의 그것보다 더 옳다거나 정확하다고 단정짓기 어려움은 물론 재판결과에 대하여 국민들의 신뢰를 확보하기도 어렵다고 하지 않을 수 없다.

기록에 의하면 이 사건 파병은 대통령이 파병의 정당성뿐만 아니라 북한 핵 사태의 원만한 해결을 위한 동맹국과의 관계, 우리나라의 안보문제, 국·내외 정치관계 등 국익과 관련한 여러 가지 사정을 고려하여 파병부대의 성격과 규모, 그리고 파병기간을 국가안전보장회의의 자문을 거쳐 결정한 것으로, 그 후 국무회의 심의·의결을 거쳐 국회의 동의를 얻음으로써 헌법과 법률에 따른 절차적 정당성을 확보했음을 알 수 있다.

살피건대, 이 사건 파견결정은 그 성격상 국방 및 외교에 관련된 고도의 정치적 결단을 요하는 문제로서, 헌법과 법률이 정한 절차를 지켜 이루어진 것임이 명백하므로, 대통령과 국회의 판단은 존중되어야 하고 우리 재판소가 사법적 기준만으로 이를 심판하는 것은 자제되어야 한다. 오랜 민주주의 전통을 가진 외국에서도 외교 및 국방에 관련된 것으로서 고도의 정치적 결단을 요하는 사안에 대하여는 줄곧 사법심사를 자제하고 있는 것도 바로 이러한 취지에서 나온 것이라 할 것이다. 이에 대하여는 설혹 사법적 심사의 회피로 자의적 결정이 방치될 수도 있다는 우려가 있을 수 있으나 그러한 대통령과 국회의 판단은 궁극적으로는 선거를 통해 국민에 의한 평가와 심판을 받게 될 것이다.

그렇다면 이 사건 파견결정에 대한 사법적 판단을 자제함이 타당하므로 (후략)

- 이 외에도 이라크 전쟁 파병과 관련하여 다음 판례가 있다. 모두 청구를 각하하였다.
  - 2003년 12월 18일 선고, 2003헌마255　　이라크전쟁파견결정 등 위헌확인
  - 2003년 12월 18일 선고, 2003헌마225　　이라크전쟁파견동의안의결 위헌확인
  - 2003년 12월 18일 선고, 2003헌마256　　이라크전쟁파견동의안동의 위헌확인
  - 2004년 7월 14일 선고, 2004헌마508　　국군부대 이라크주둔 위헌확인

## 비교 헌법
일본국 헌법 제9조(전쟁 포기, 군비 및 교전권의 부인)
1. 일본 국민은 정의와 질서를 기조로 하는 국제 평화를 성실히 희구하며, 국권의 발동으로서의 전쟁과 무력에 의한 위협 또는 무력의 행사는, 국제 분쟁을 해결할 수단으로서는 영구히 이를 포기한다.
2. 전항의 목적을 달성하기 위하여 육해공군 그 외 전력은 이를 보유하지 아니한다. 국가의 교전권은 이를 인정하지 아니한다.

## 같이 보기
- 대한민국 헌법 제1장
- 통치행위
- 국군
- 군형법
- 대한민국 헌법 제60조
- 주둔